# Halichaetonotus australis
Halichaetonotus australis är en djurart som tillhör fylumet bukhårsdjur, och som beskrevs av Nicholas och Todaro 2005. Halichaetonotus australis ingår i släktet Halichaetonotus och familjen Chaetonotidae. Inga underarter finns listade i Catalogue of Life.